# 吴德
吴德（1913年2月5日—1995年11月29日），原名李春华，曾用名李若夫、李子实、孔四维。男，直隶（今河北）丰润人，中国共产党、中华人民共和国政治人物，原副国级领导人。

## 生平

### 中华人民共和国成立前
吴德1933年加入中国共产党，主要致力于在唐山地区发动工人进行罢工等运动，先后参与组织了开滦煤矿大罢工和唐山市总同盟罢工等罢工行动，在河北工人中树立了一定的威望。1937年，抗日战争爆发后，他发动开滦矿工举行起义，参与创建冀东抗日联军，坚持在河北东北部进行游击战。
1940年6月作为中共七大晋察冀的党代表赴延安，首先向中央书记处汇报工作，听汇报的有毛泽东、任弼时、王稼祥，主要汇报唐山开滦煤矿同盟罢工以及冀东暴动前后的情况。毛泽东听到节振国事迹时，立身而起说：“这个人很勇敢，这样的人容易牺牲，你们要保护好他！”后任中共中央敌后城市工作委员会秘书长（书记周恩来，副书记康生主持日常工作），负责日伪敌占区的工作；国统区由南方局负责。1941年9月到新创立的中共中央情报部任第四室副主任。1943年10月帮助去做西北公学的甄别工作。
抗日战争结束后，1945年9月任冀热辽分局组织部长。1949年，出任唐山市委书记。

### 中华人民共和国成立初期
中华人民共和国成立之后，任燃料工业部副部长。1952年升任天津市市长，1952年至1957年，吴德曾兼任天津大学校长。1955年又升任吉林省第一书记。

### 文化大革命时期
1966年，文化大革命开始，毛泽东认为北京市市委不配合其发动文革，是“针插不进、水泼不进的独立王国”，将北京市和北京军区的主要领导打成“彭、罗、陆、杨反党集团”。6月4日，吴德被任命为北京市委第二书记。
7月23日，毛泽东批评北京市委压制学生运动，要求北京市立即撤回派驻各高校的工作组。7月29日，北京市委根据中央指示，在人民大会堂召开大会，宣布北京各大高校停课闹革命。此后，北京市委各主要领导均被各造反派组织轮流揪斗，陷入瘫痪。在此期间，吴德与李雪峰失去联系，开始单独向中央汇报北京市委工作。之后，吴德被任命为北京市革命委员会副主任。
1970年第三次庐山会议之后，毛泽东以批判陈伯达为名着手对付林彪，吴德在此时表态：“这次路线斗争不同于刘少奇那一次，这次是军队方面的，而且，如果处理不及时、不得力可能在人民军队内部产生离心力，所以，必须主席亲自出面，相信在伟大领袖毛主席的统一号召之下，很多人是会觉悟的。”这个表态深得毛泽东之心。1971年林彪发动政变未遂，在出逃途中坠机死于蒙古国温都尔汗，处理林彪事件时，吴德处事镇静，毛泽东说：“吴德有德。”在事发后，毛泽东称赞吴德“一鸣惊人”。从此，吴德开始步入中央领导行列。
在1973年召开的十大上，吴德进入中央政治局，并任北京市委第一书记、市革委會主任。1973年，吴德参加批林批孔运动，作为“中央帮助总理认识错误小组”的成员，他多次向周恩来发难。在这次运动中，吴德同李先念发生矛盾，江青认为他混淆了运动的方向，批评了他。自此之后，吴德同四人帮逐渐产生分歧，与汪东兴、纪登奎、陈锡联等人成为了周恩来和四人帮之外的第三股势力。
1975年，吴德参与发动了针对邓小平的批邓、反击右倾翻案风。毛泽东在这次运动中，确立华国锋为其接班人。吴德等人即迅速投靠华国锋，成为其主要支持者之一。
於1976年四五天安門事件時，吴德主张严厉镇压，因此在北京市民中口碑极坏，被讽刺为「无德」。1976年10月6日，华国锋与叶剑英等联手拘捕了四人帮，吴德积极参与了全程。

### 文革後
1977年，吴德出任全國人民代表大會常務委員會副委员长，但是随着华国锋的逐渐失势，鄧小平等復出掌权，吴德於1978年12月中共十一屆三中全會上被受到批判，後被撤銷政治局委員職務。1980年4月吳德為辭去第五屆全國人大常委會副委員長职务。1982年，根据胡耀邦等人的提议，鉴于吳德為在“粉碎四人帮”之中发挥的重要作用，吳德為被選為中共中央顧問委員會委員。1992年10月，吴德在中共十四大撤销中共中央顾问委员会后退休。1995年病逝于北京。